# Parafia Najświętszego Zbawiciela w Przegini
Parafia Najświętszego Zbawiciela w Przegini – parafia rzymskokatolicka, znajdująca się w diecezji sosnowieckiej, w dekanacie XXI – Najświętszego Serca Pana Jezusa w Sułoszowej.